# 克麻蝇属
克麻蝇属（学名：Kramerea）为麻蝇科的一个属。属名以该属舞毒蛾克麻蝇的发现者Kramerea命名。

## 下属物种
本属包括以下物种：
- 舞毒蛾克麻蝇 Kramerea schuetzei (Kramer, 1909)，许氏克麻蝇